# 문성원 (정치인)
문성원(文成元, 1969년 3월 25일 ~ )은 대한민국 대전광역시의회 의원이다.

## 학력
- 설천국민학교 졸업
- 대전북중학교 졸업
- 충남상업고등학교 졸업

## 경력
- 2014.07 ~ 2018.04 : 제7대 대전광역시 대덕구의회 의원
- 2018.07 ~ 2022.06: 제8대 대전광역시의회 의원
  - 2018.07 ~ 2020.06: 제8대 대전광역시의회 전반기 부의장

## 역대 선거 결과
|  | 25.84% |

|  | 61.22% |